# Ectropis superuncina
Ectropis superuncina là một loài bướm đêm trong họ Geometridae.